# Schistosomiasis

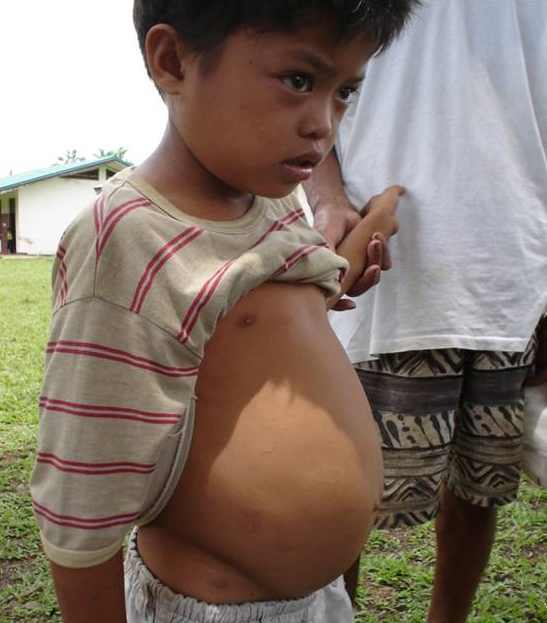
Kind mit Schistosomiasis

Schistosomiasis, auch Bilharziose (lateinisch Bilharziosis), ist eine durch die Larven von Saugwürmern der Gattung Pärchenegel (Schistosoma) verursachte Wurmerkrankung. Sie wird in warmen Binnengewässern durch Schnecken als Zwischenwirte verbreitet.

## Erreger

Kreislauf der Erreger

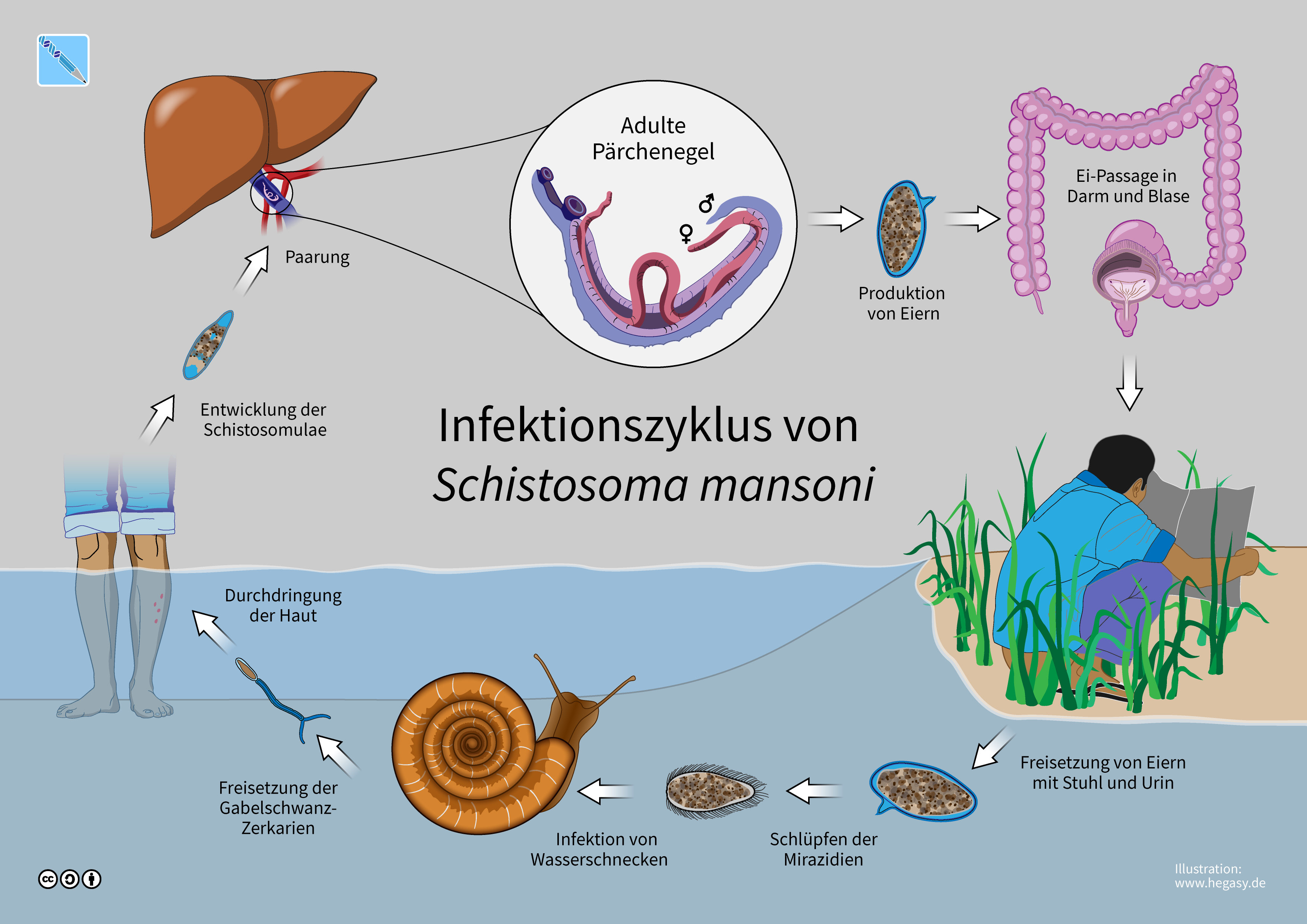
Infektionszyklus von Schistosoma mansoni

Krankheitserreger sind 1–2 cm lange Saugwürmer der Gattung Pärchenegel. Wimpernlarven der Saugwürmer befallen in warmen, ruhigen Süßwasser-Gewässern lebende Wasserschnecken. In ihnen entwickeln sich die Wimpernlarven zu Sporozysten. Diese vermehren sich ungeschlechtlich und entwickeln sich zu Zerkarien. Anschließend werden sie von den Wasserschnecken ausgeschieden und schwimmen frei im Wasser. Sobald die Zerkarien auf im Wasser schwimmende oder im Flachwasser watende Menschen treffen, bohren sie sich durch deren Haut. Danach gelangen sie als Metazerkarien über Lymph- und Blutgefäße in die Venen in der Darmwand und vor der Leber (Stromgebiet der Vena porta), wo sie zu erwachsenen Pärchenegeln reifen. Die Pärchenegel setzen sich in der Wand der Harnblase, des Dickdarms oder des Dünndarms fest. Hier erfolgt die geschlechtliche Fortpflanzung, wodurch der Mensch den Hauptwirt dieser Pärchenegel darstellt. Von dort entlassen sie befruchtete Eier in die Blase oder den Darm. Über Urin und Faeces werden die Eier ausgeschieden und können dann in Oberflächengewässer gelangen. Dort schlüpfen die Wimpernlarven, die dann erneut in Süßwasserschnecken eindringen, die damit die Zwischenwirte darstellen. Damit ist der Vermehrungskreislauf der Parasiten geschlossen. Eine direkte Übertragung von Mensch zu Mensch ist ausgeschlossen.
Man unterscheidet mehrere Bilharziose-Erreger: Schistosoma haematobium verursacht die Blasenbilharziose (urogenitale Schistosomiasis). Dabei werden vornehmlich die ableitenden Harnwege und die Harnblase befallen. Dagegen befallen Schistosoma mansoni, Schistosoma intercalatum, Schistosoma japonicum und Schistosoma mekongi den Darm und können eine Darmbilharziose (intestinale Schistosomiasis) verursachen. Charakteristisch für alle Pärchenegel ist, dass das adulte Weibchen ein Leben lang in einer kanalartigen Vertiefung im Körper des adulten Männchen lebt.
Eine äußerst lästige, aber sonst meist harmlose Infektion mit unterschiedlichen Trichobilharzia-Arten (parasitiert Wasservögel) ist als Cerkarien- oder Zerkariendermatitis (siehe dort für Details) bekannt, wobei für Trichobilharzia regenti eine Schädigung der Neuronen und des Zentralnervensystems auch für Menschen nicht ausgeschlossen wird.

## Historisches
Der Arzt, Bakteriologe und Begründer der Paläopathologie Marc Armand Ruffer konnte Anfang des 20. Jahrhunderts bei seinen systematischen Untersuchungen von Tausenden Mumien, Mumienresten und Skeletten nachweisen, dass die Bilharziose schon im alten Ägypten in der 20. Dynastie verbreitet war. Sie taucht möglicherweise bereits im altägyptischen Papyrus Ebers als aaa-Krankheit auf.
Der heutige Name der Bilharziose geht auf den deutschen Tropenarzt Theodor Bilharz zurück, der den Erreger (Distomum haematobium) bei Obduktionen in einer Kairoer Klinik 1851 entdeckte und als Ursache der Bilharziosis nachwies. Zunächst wurde der Parasit nach seinem Entdecker Bilharzia genannt.

## Epidemiologie
Die Krankheit ist vor allem in Japan, der Volksrepublik China, den Philippinen, Afrika, der arabischen Halbinsel, Südamerika, der Karibik und dem Nahen Osten verbreitet. Es wird geschätzt, dass etwa 250 bis 300 Millionen Menschen von dem Parasiten befallen und 600 Millionen gefährdet sind. Durch Staudammbauten wie beispielsweise der Assuan-Staudamm in Ägypten und Bewässerungsprojekte nimmt das Erkrankungsrisiko zu.
Seit 2011 gibt es gesicherte Infektionen auch auf Korsika. Betroffen sind Einheimische und Touristen, die Kontakt mit dem Wasser des Flüsschens Cavu/Cavo nahe dem Ort Sainte-Lucie-de-Porto-Vecchio (nördlich von Porto-Vecchio) im Südosten der Insel hatten. Es wurden Fälle bei Touristen aus Frankreich, Deutschland und Österreich diagnostiziert. In der europäischen Medizin ist die Krankheit ein seltenes Thema.
Die für Menschen infektiöse Art Schistosoma haematobium auf Korsika enthält zu einem Viertel Erbgut vom Pärchenegel des Rinds, Schistosoma bovis. Die hybride Population befällt südeuropäische Schnecken wie die Ausweich-Art Bulinus truncatus im Fluss Cavu und verwandte Schnecken. Solche Hybriden waren bereits seit 2008 aus dem Senegal bekannt; sie bewirken einen schweren Krankheitsverlauf.

## Krankheitsverlauf und -anzeichen
Erste Symptome sind Juckreiz an der Eintrittsstelle der Larven und die Bildung eines Hautausschlags, die Zerkariendermatitis. Die Zerkarien können auch unbemerkt durch gesunde Haut eindringen.
Schistosoma haematobium wandert dann durch das Gewebe und nach ca. 3–4 Wochen in die Lunge, was zu allergischen Reaktionen mit Ödembildung, Quaddelbildung, Husten und Fieber führen kann, dem Katayama-Fieber. Zerkarien von Schistosoma haematobium nisten sich dann in der Blasenwand ein und geben Eier in das Gewebe ab. Die Eier können Gewebe in Richtung Blasen-Lumen durchdringen und werden mit dem Urin ausgeschieden. Beim Gewebedurchtritt bewirken die Eier eine zelluläre entzündliche Reaktion in der Blasenwand, und es entstehen sogenannte Eigranulome. Da Schistosomen bis zu 20 Jahre im in der Nähe der Blasenwand befindlichen (perivesikulärem) Gewebe überleben können und ständig Eier ablegen, führt die chronische Entzündung zu Beschwerden beim Wasserlassen, Blut im Urin, Narbenbildung, und die Elastizität der Blasenwand schwindet langsam. In seltenen Fällen kann durch die chronische Infektion ein Plattenepithel-Karzinom (Blasenkrebs) entstehen, wodurch die Infektion dann eine Präkanzerose darstellt. (Dieser von Schistosoma haematobium (bilharzii) verursachte „Berufskrebs“ der im Nilschlamm arbeitenden Fellachen wurde 1888 als „Bilharziacarcinom“ erkannt).
Die Zerkarien von Schistosoma mansoni wandern in die Darmwand und führen dort zu ähnlichen Reaktionen. Die Eier verursachen auch hier Eigranulome in der Darmwand, eine chronische Entzündung und Polyposis. Leber und Milz betreffende (hepatolienale) Schistosomenarten führen zu einer periportalen (zwischen den Leberläppchen liegende Strukturen des Lebergewebes) Fibrose der Leber mit portaler Hypertension (Erhöhung des Blutdruckes in der Pfortader von normal 3–6 mmHg auf über 12 mmHg) und Milzvergrößerung. Selten kann sich auch eine cerebrale Schistosomiasis bilden, oder die Parasiten wandern in das Rückenmark und legen dort Eier ab, die dann schwere Entzündungen und Lähmungen verursachen (Neuroschistosomiasis). Ein lebensbedrohlicher Krankheitsverlauf kann in allen Stadien der Erkrankung auftreten.

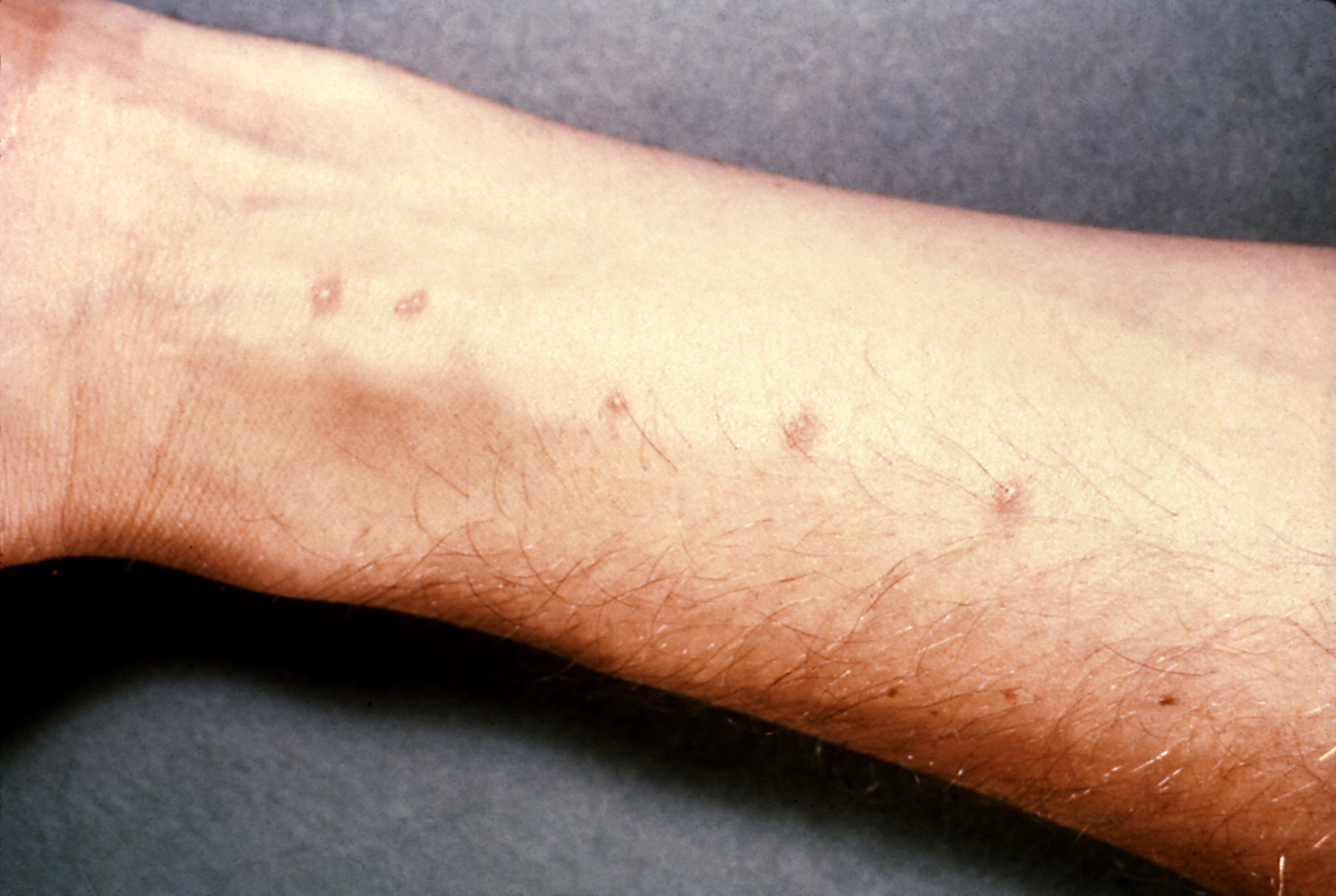
Cercariendermatitis mit deutlich sichtbaren Eintrittsstellen der Larven durch die Haut
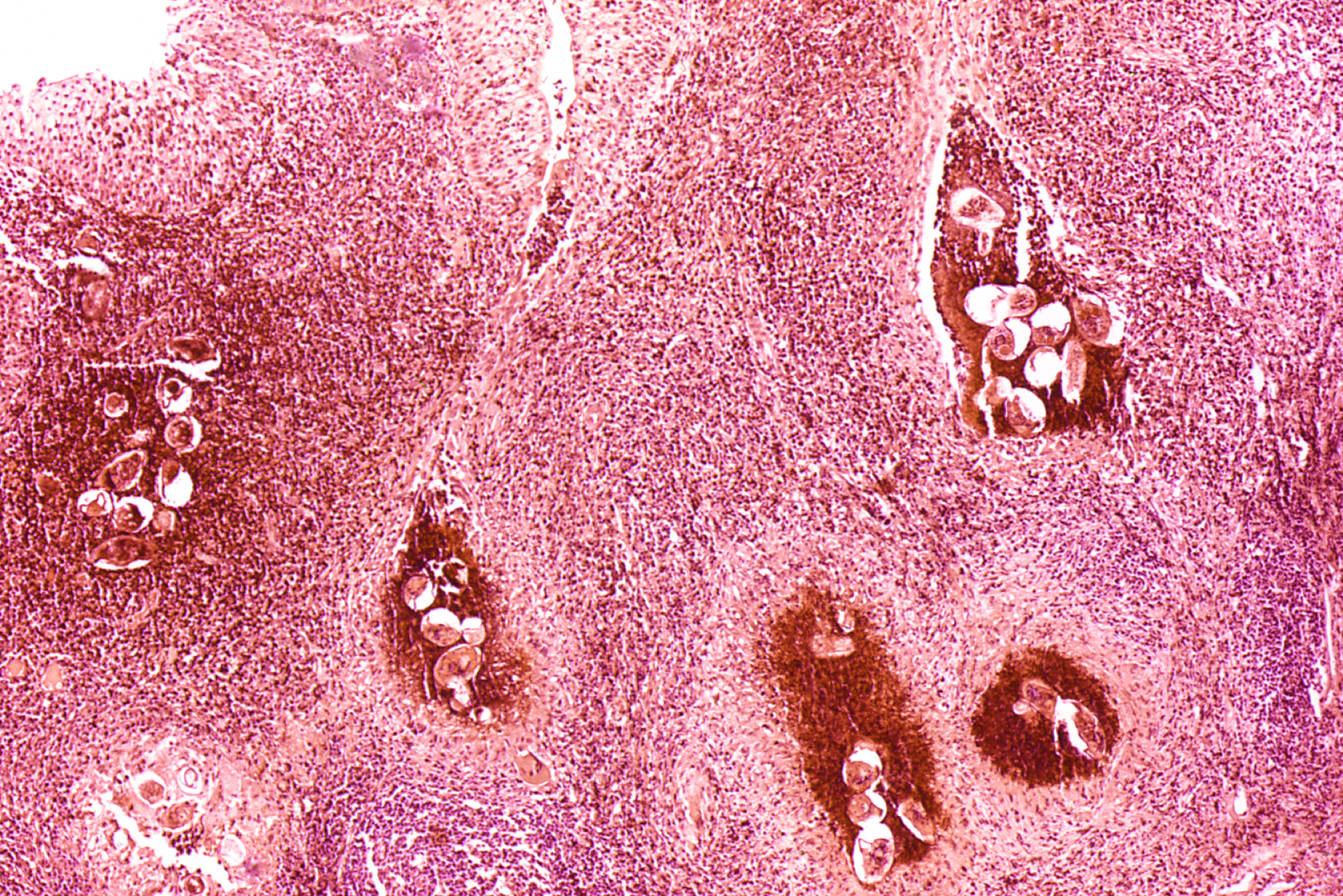
Histologische Untersuchung der Blase mit Schistosoma haematobium-Eiern
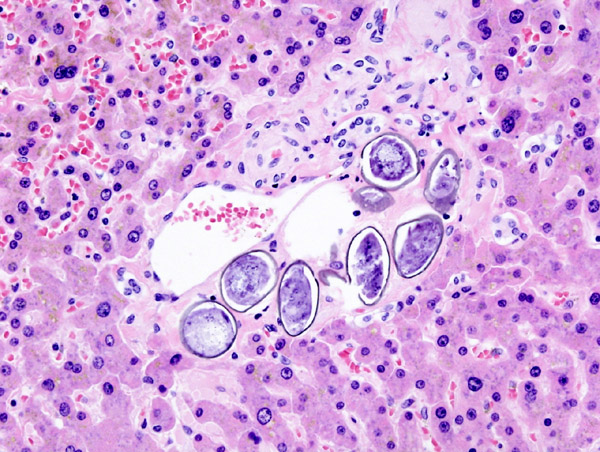
Eier von Schistosoma japonicum im Portalfeld der Leber

## Diagnose
Als diagnostische Tests werden in der Regel der direkte Ei-Nachweis im Stuhl für Schistosoma mansoni (Kato-Katz-Test) oder immunologische Schnelltests (z. B. der CCA- (Circulating Cathodic Antigen) point-of-care-Test) angewandt, obwohl deren Testempfindlichkeit limitiert ist. Ein hoch sensitiver Nachweis ist mit neueren molekularen Testmethoden im Prinzip möglich, diese sind für die breite Anwendung bei sogenannten Armutserkrankungen aber noch zu teuer. Um die Kontrolle dieser Krankheit gemäß den globalen Entwicklungszielen der UNO und womöglich ihre Ausrottung zu erreichen, besteht deshalb ein Bedarf nach neuen, sensitiven, spezifischen und günstigen Tests, die den ASSURED-Kriterien der Weltgesundheitsorganisation (WHO) entsprechen.

## Behandlung
Die Schistosomiasis wird bei Infektionen mit adulten Schistosomen mit Praziquantel behandelt (bei Therapieversagen kommt – gegen Schistosoma mansoni – auch Oxamniquin in Betracht). Die Behandlung des Katayama-Syndroms erfolgt, da eine antiparasitäte Therapie nicht oder nur teilweise wirksam ist, symptomatisch mit Flüssigkeitsgabe, Antihistaminika und eventuell mit Kortikosteroiden. Seit dem Jahr 2007 arbeitet die Merck KGaA mit der WHO daran, die Schistosomiasis auszurotten. Merck stellt für die WHO für zehn Jahre jährlich über 25 Millionen Praziquantel-Tabletten kostenlos her. Damit können 27 Millionen Kinder behandelt werden. 2012 gab Merck bekannt, die Anzahl der jährlich gespendeten Tabletten auf 250 Millionen zu verzehnfachen. Laut WHO konnten 2014 weltweit rund 62 Millionen Menschen wegen Bilharziose behandelt werden, wogegen 150 Millionen Infizierte nicht mit Gegenmitteln versorgt werden konnten. Die WHO führt die Krankheit in der Liste der vernachlässigten Krankheiten, also als eine Krankheit, die insbesondere für von Armut betroffene Menschen und Länder schwere Folgen hat, trotzdem aber weltweit wenig in der Forschung und Behandlung beachtet wird.

## Forschung
1989 erhielten Aklilu Lemma (1935–1997) und Legesse Wolde-Yohannes den Right Livelihood Award zugesprochen; sie hatten herausgefunden, dass die sogenannte Endod-Pflanze Phytolacca dodecandra (eine Art aus der Gattung der Kermesbeeren) als preiswertes Mittel zur Vorbeugung gegen Bilharziose genutzt werden kann. 2008 wurde die Wirksamkeit von Oxadiazol-Derivaten gegen den Pärchenegel entdeckt, zudem wird an der Entwicklung von Schistosomiasisimpfstoffen geforscht.